# Manfred Schmorde
Manfred Schmorde, född 18 september 1946 i Großsteinberg i Tyskland, är en östtysk roddare.
Han tog OS-brons i åtta med styrman i samband med de olympiska roddtävlingarna 1972 i München.